# NGC 2360
NGC 2360 hay còn được biết với tên gọi Cụm sao của Caroline là tên của một cụm sao mở nằm trong chòm sao Đại Khuyển. Nó được phát hiện bởi nhà thiên văn học nữ người Đức Caroline Herschel vào ngày 26 tháng 2 năm 1783. Bà đã ghi chú nó rằng "một cụm sao đẹp có mật độ các ngôi sao dày đặc với đường kính là 1/2 độ của cung tròn". Chẳng ai chú ý đến ghi chú của bà đến khi anh trai bà, nhà thiên văn học người Anh gốc Đức William Herschel đã mang cụm sao này vào danh mục "1000 cụm sao và tinh vân" năm 1786 của ông. Trong danh mục này, ông thừa nhân bà là người phát hiện ra nó.
Nó nằm ở phía 3,5 độ của hướng đông tính từ Gamma Canis Majoris và phía chưa đến đến 1 độ của hướng tây bắc tính từ R Canis Majoris. Các ngôi sao của nó hợp lại cho ra cấp sao biểu kiến của nó là 7,2. Bán kính của nó là 13'. Ở điểm cực phía tây của nó là một ngôi không liên quan tên là HD 56405 với cấp sao biểu kiến là 5,5.
Nhà thiên văn học người Mĩ Olin J. Eggen đã nghiên cứu cụm sao này và kết luận rằng ngôi sao sáng nhất HD 56847 không phải là thành viên của cụm này. Bên cạnh đó ông cũng phát hiện ra hai ngôi sao xanh dị thường (là một loại sao nằm trong dãy chính nhưng sáng hơn và có sắc xanh hơn những ngôi sao khác). Chúng có nhiệt độ và độ sáng bất thường với tuổi thấp hơn những ngôi sao lân cận và có vẻ như chúng hút vật chất từ những ngôi sao lân cận để phát triển. Và hiện tại, đã có đến 4 ngôi sao loại này được phát hiện. Bán kính của nó là khoảng 15 năm ánh sáng với khoảng cách với Trái Đất là khoảng xấp xỉ 3700 năm ánh sáng.

## Dữ liệu hiện tại
Theo như quan sát, đây là cụm sao nằm trong chòm sao Đại Khuyển và dưới đây là một số dữ liệu khác:
Xích kinh 07h 17m 43s
Độ nghiêng −15° 38′ 29″